# Old Bailey

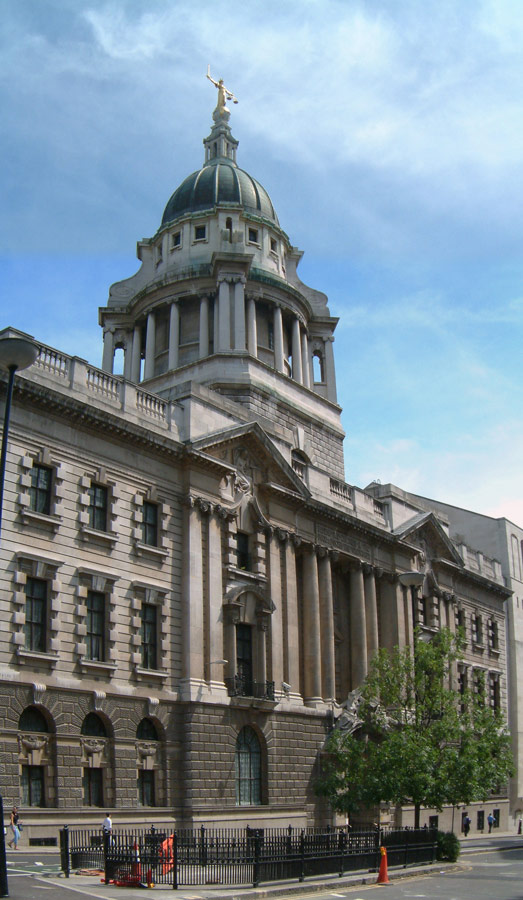
O Old Bailey.

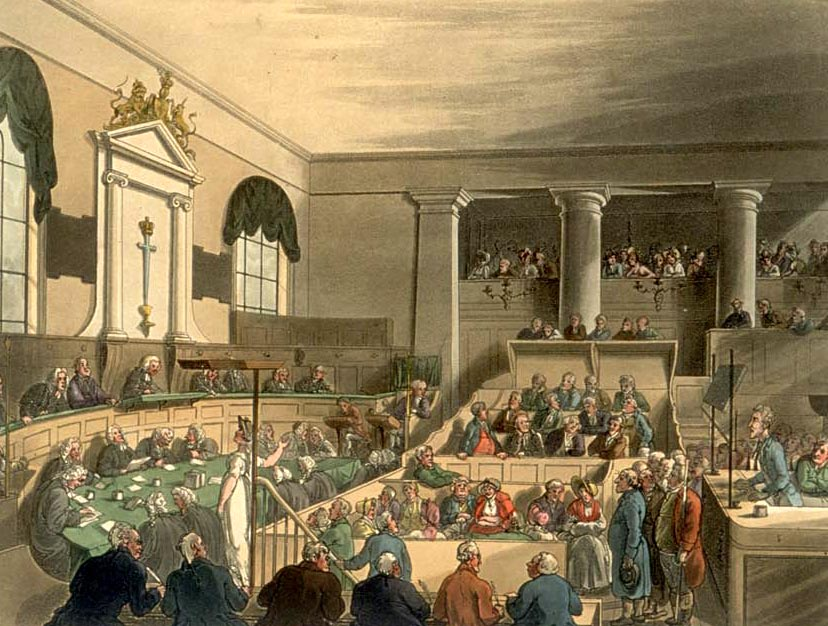
Julgamento no Old Bailey.

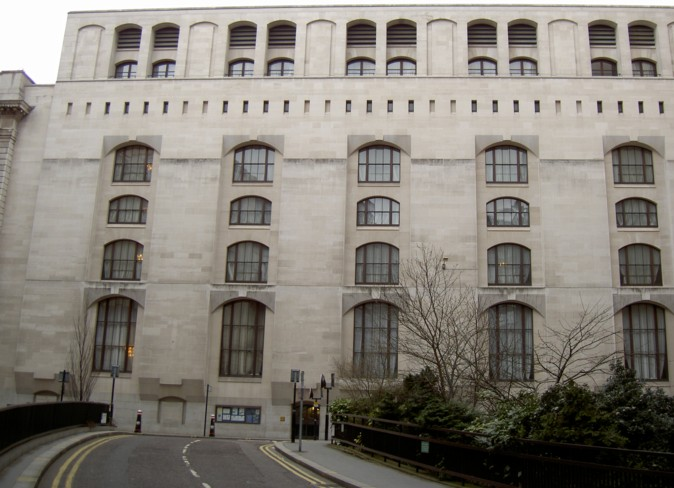
Bloco-sul, Old Bailey.

O Tribunal Central Criminal ou Central Criminal Court  na Inglaterra, vulgarmente conhecido como Old Bailey, a partir da rua em que está situado, é um edifício do tribunal em Londres, um de uma série de edifícios onde se estabelece a Corte da Coroa. O Tribunal da Coroa que funciona no Tribunal Central Penal atua em casos da Grande Londres e, em casos excepcionais, aceita casos de outras partes da Inglaterra e do País de Gales. Parte do atual edifício está no local do antigo prédio da Newgate Gaol, uma prisão medieval.
Como existe uma exigência da justiça, julgamentos no Old Bailey, como em outros tribunais britânicos, estão abertos ao público, mas sujeitos a procedimentos de segurança rigorosos.

## História
O tribunal surgiu como a casa sessões do prefeito e do xerife da cidade de Londres e de Middlesex. O tribunal medieval original foi mencionado inicialmente em 1585; ele era próximo da antiga Prisão de Newgate, e parece ter sido construído para melhorar a prisão e os quartos para os magistrados, tendo sua obra sido possível graças a Sir Richard Whittington. A edificação foi destruída em 1666 no Incêndio de Londres e foi reconstruída em 1674. Em 1734 teve sua fachada reformulada, enclausurando o tribunal e diminuindo sua capacidade de receber pessoas: o que levou a surtos de tifo, notavelmente em 1750, quando sessenta pessoas morreram, incluindo o prefeito e dois juízes. Foi reconstruído novamente  em 1774 e um segundo tribunal foi adicionado em 1824. Mais de 100.000 processos criminais foram realizados em Old Bailey nos anos de 1674-1834, incluindo todos os casos de pena de morte. Em 1834 foi renomeado para Central Criminal Court e sua jurisdição se estendeu além de Londres e Middlesex para toda jurisdição inglesa em casos majoritários. O Serviço de Justiça de Sua Majestade controla os tribunais e administra os julgamentos, mas o edifício pertence à  prefeitura de Londres, que financia o prédio em seus aspectos técnicos e domésticos com recursos próprios.
O tribunal foi originalmente concebido para ser o local onde apenas  os criminosos acusados de crimes cometidos na cidade e Middlesex fossem julgados. No entanto, em 1856, houve revolta pública com as acusações contra um médico, William Palmer, um envenenador e assassino. Isso levou a temores de que ele não poderia receber um julgamento justo em sua terra natal, Staffordshire. O Central Criminal Court Act 1856 foi aprovado para permitir que seu julgamento pudesse ser realizado no Old Bailey.
No século XIX, o Old Bailey era um pequeno pátio adjacente à prisão de Newgate. Enforcamentos eram um espetáculo público na rua até o final do século. O condenado era conduzido através do corredor da morte entre a prisão e a corte, e muitos deles eram  mortos no caminho. Grandes e furiosas  multidões se reuniam e atiravam pedras e alimentos podres nos condenados. Em 1807, 28 pessoas foram esmagadas até a morte antes de uma execução oficial. Um túnel secreto foi posteriormente criado entre a prisão e a Igreja de Santo Sepulcro para permitir que o padre ministrasse ao condenado sem ter que forçar seu caminho através da multidão.
O edifício atual data de 1902, mas foi inaugurado oficialmente em 27 de fevereiro de 1907. Foi desenhado por E. W. Mountford e construído no local da Newgate Prison, que foi demolida para permitir que o tribunal pudesse ser construído. Acima da entrada principal está inscrita a seguinte frase: "Defend the Children of the Poor & Punish the Wrongdoer". (“Defender os filhos dos pobres e punir o malfeitor". O rei Eduardo VII abriu a tribunal.
Na cúpula acima do tribunal está uma estátua de bronze de Lady Justice, feita pelo escultor britânico F. W. Pomeroy. Ela segura uma espada em sua mão direita e as Balanças da justiça na sua esquerda. A estátua é popularmente vista como cega (olhos cegos da justiça) no entanto, a figura não está de olhos vendados: os folhetos do  tribunal explicam que isso ocorre porque Lady Justice não era originalmente feita de olhos vendados, pois sua "forma de donzela" deve garantir a imparcialidade que torna a venda nos olhos redundante.
Durante a Blitz, o Old Bailey foi bombardeado e severamente danificado, mas o trabalho de reconstrução subsequente restaurou a maior parte dele no começo de 1950. Em 1952, o interior restaurado do Grand Hall foi mais uma vez aberto. O interior do Grande Salão (debaixo da cúpula) é decorado com pinturas que comemora a blitz, assim como as quase-históricas cenas da Catedral de São Paulo com os nobres fora. Em  volta de toda a  sala encontram-se uma série de axiomas, algumas de referência bíblica. Eles dizem:
"The law of the wise is a fountain of life"
"The welfare of the people is supreme"
"Right lives by law and law subsists by power"
"Poise the cause in justice' equal scales"
"Moses gave unto the people the laws of God"
"London shall have all its ancient rights"
O Grande Salão (e no chão abaixo dele) também é decorado com bustos e estátuas, principalmente os monarcas britânicos, mas também de figuras legais, e aqueles que alcançaram notoriedade por fazer campanha para melhoria das condições da prisão, nos séculos XVIII e XIX. Esta parte do prédio também abriga os escritórios de Estenografia.
O nível mais baixo também abriga uma exposição menor sobre a história do Old Bailey e do Newgate com artefatos da prisão histórica.
Em 1973, a IRA explodiu um carro-bomba na rua fora dos tribunais, e um caco de vidro é preservado como um lembrete, embutido na parede, na parte superior da escada principal.
Entre 1968 e 1972, um novo bloco-sul, projetado pelos arquitetos, Donald McMorran e George Whitby foi construído para acomodar os tribunais mais modernos. Existem atualmente 18 cortes em uso. O tribunal número dezenove agora é usado como assessoria de imprensa.
Os portões originais da parte cerimonial de 1907 do edifício são utilizados apenas pelo prefeito e nas visitas da realeza. A entrada geral para o edifício está a poucos metros abaixo da estrada no Bloco Sul e é muitas vezes usado como um pano de fundo em reportagens de televisão. Há também uma entrada separada atrás, não aberta ao público, que permite um acesso mais discreto ao prédio. Em Warwick Square, no lado ocidental do complexo, está a é a 'Lord Mayor's Entrance'.
Um remanescente da muralha da cidade é preservada no subsolo das celas.

## Juízes
Todos os juízes sentados no Old Bailey são tratados como "My Lord" ou "My Lady". O prefeito de Londres e os vereadores da cidade possuem o direito de sentarem-se nos bancos dos juízes durante uma audiência, mas não podem participar de julgamentos.
O juiz mais antigo permanente do Tribunal Central Criminal tem o título de Recorder of London, e seu vice, tem o título de Common Serjeant of London.
O Recorder of London é o juiz Peter Beaumont, do Conselho da Rainha, nomeado em dezembro de 2004 após a morte de seu antecessor, o juiz Michael Hyam. O Common Serjeant  é o juiz Brian Barker.

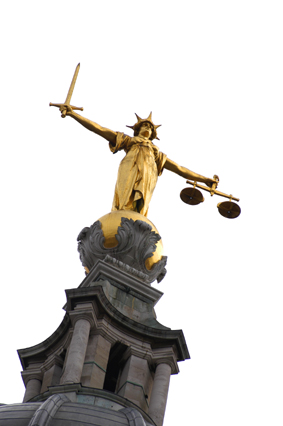
Justice, a estátua no topo do Old Bailey